# Caxhuacan
Caxhuacan es una localidad del estado mexicano de Puebla. Es cabecera del municipio de Caxhuacan.

## Demografía
| Censo | Población |
| ----- | --------- |
| 1900  | 1782      |
| 1910  | 1870      |
| 1921  | 2148      |
| 1930  | 1801      |
| 1940  | 1614      |
| 1950  | 2305      |
| 1960  | 2673      |
| 1970  | 2785      |
| 1980  | 2065      |
| 1990  | 3187      |
| 1995  | 3166      |
| 2000  | 3508      |
| 2005  | 3457      |
| 2010  | 3383      |
| 2020  | 3387      |